# Gunnison Gorge National Conservation Area
La Gunnison Gorge National Conservation Area est une zone naturelle de type National Conservation Area située dans le Colorado aux États-Unis.
D'une superficie de 254 km2, Gunnison Gorge est situé au centre-ouest du Colorado près de Montrose.

Il est géré par le Bureau of Land Management.

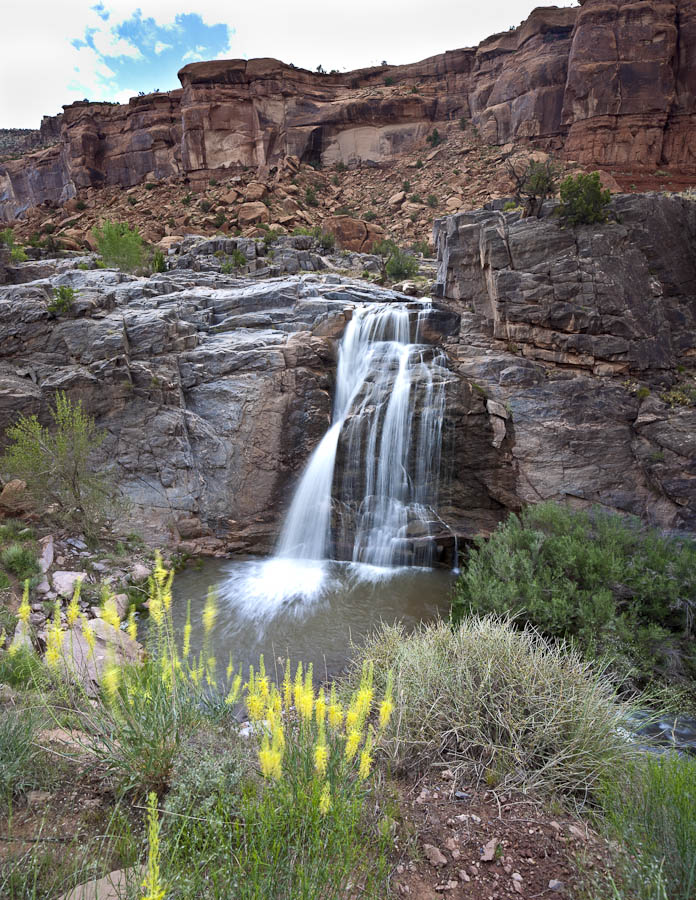
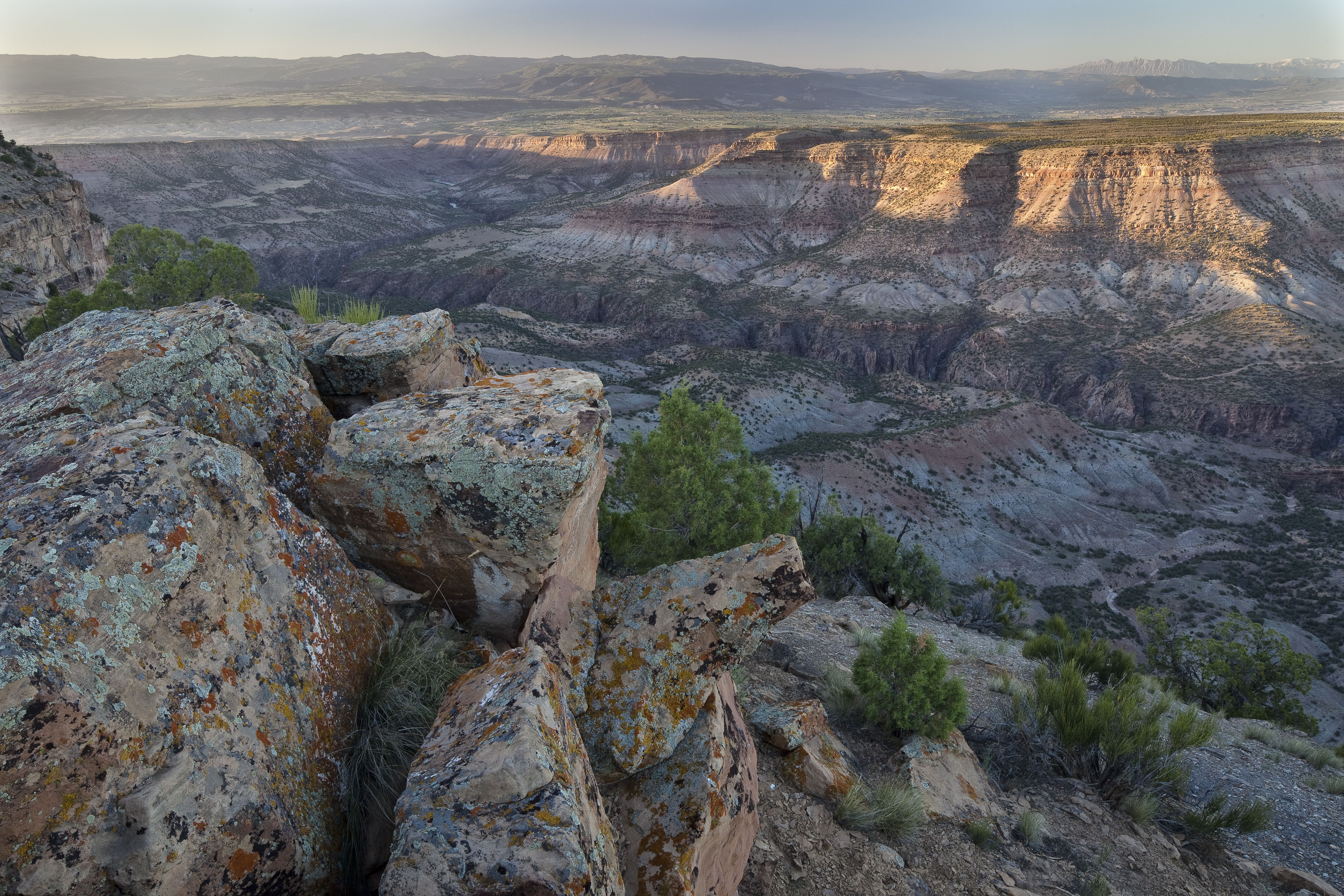
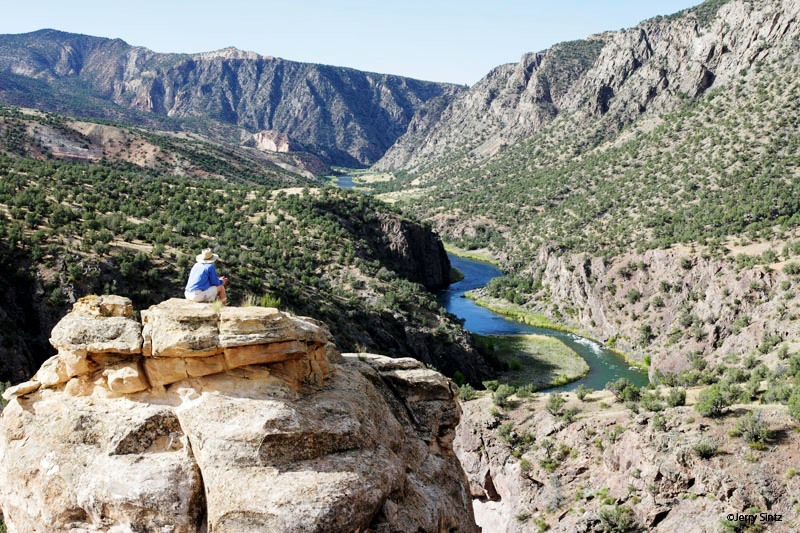
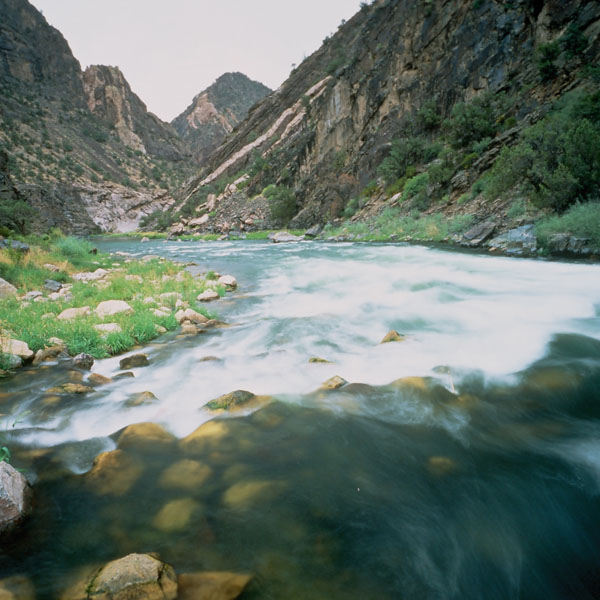
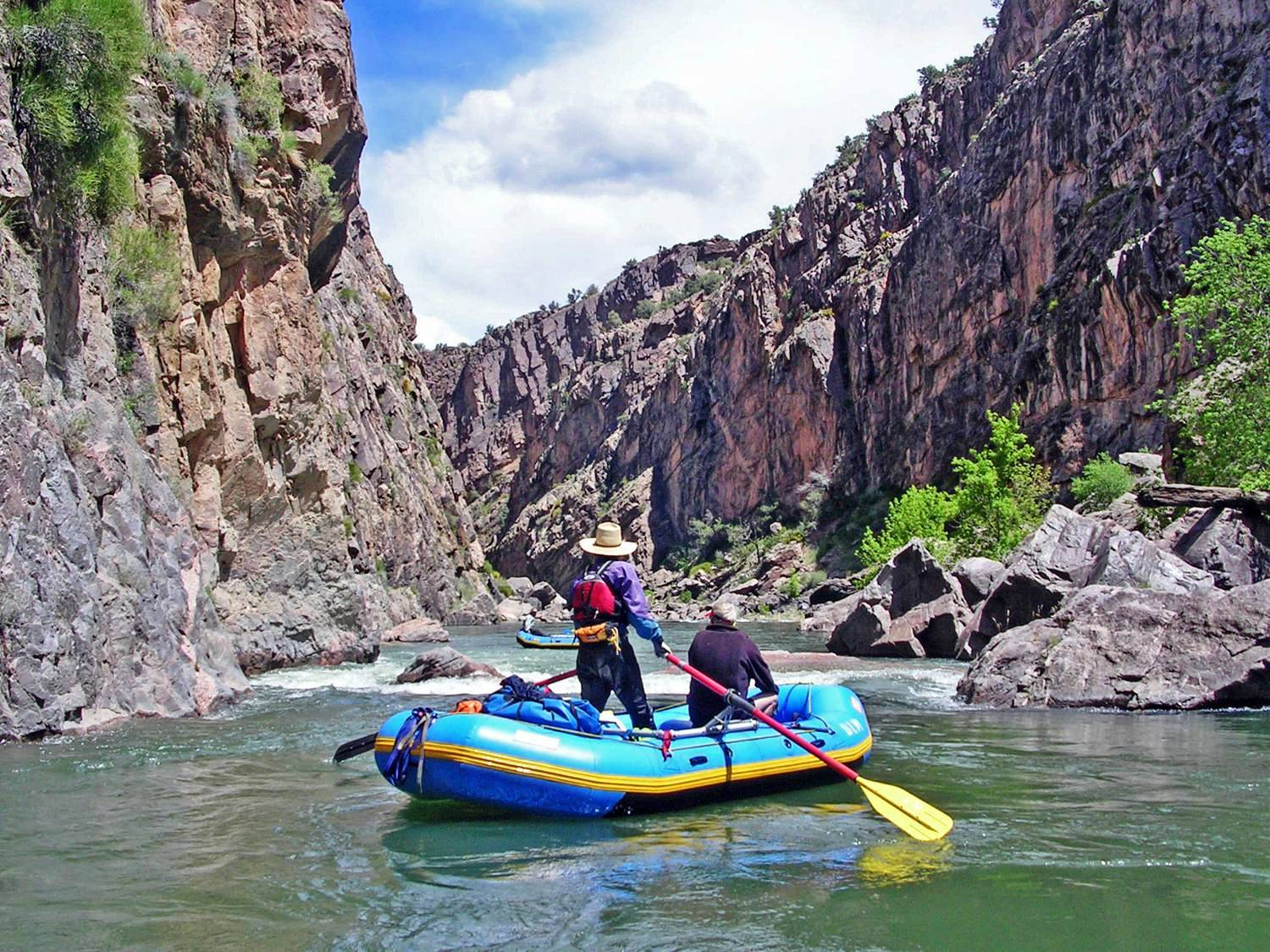